# Sera Anstadt
Serafina Klara (Sera) Anstadt (Lwów, 1 september 1923 - Amsterdam, 17 oktober 2008) was een Nederlands toneelspeelster, zangeres, schrijfster en therapeute van Poolse afkomst. Ze was de zuster van Milo Anstadt en de schoonzuster van Flory Anstadt.

## Levensloop
Anstadt kwam uit een liberaal-joods gezin. In 1930 kwam ze samen met haar ouders en broer naar Amsterdam. Op de joodse school in Amsterdam kon ze niet aarden. Na enkele schoolwisselingen maakte ze haar lagere schoolopleiding af op de Coornhertschool.
Tijdens de Tweede Wereldoorlog werkte ze bij de Joodse Raad en in de Hollandsche Schouwburg. Haar ouders overleefden de oorlog niet; zij kwamen om in concentratiekamp Treblinka. Zelf viel ze in handen van Ans van Dijk, tegen wie zij na de oorlog heeft getuigd.
Na de Tweede Wereldoorlog trad Anstadt op als toneelspeelster. In 1946 had ze een rol in een komedie onder regie van Cees Laseur. In 1954 was ze lid van toneelgroep Studio. Ook trad ze op als zangeres. Na haar scheiding, in 1954, ging ze werken als creatief therapeute in de Amsterdamse Jellinek kliniek.
Op haar zestigste begon Anstadt met schrijven, aangemoedigd door haar partner Manuel van Loggem. Ze debuteerde met Al mijn vrienden zijn gek (1983), over het leven met haar aan schizofrenie lijdende zoon. Haar jeugd beschreef ze onder meer in het jeugdboek Basja en haar broer (1998) en in het boek Een eigen plek (1984).
In 2005 verzorgde ze een feuilleton op de achterpagina van NRC Handelsblad.
Anstadt overleed in 2008 op 85-jarige leeftijd in Amsterdam.